# Louis Lumière
Pour les articles homonymes, voir Lumière.
Louis Lumière, né le 5 octobre 1864 à Besançon (Doubs) et mort le 6 juin 1948 à Bandol (Var), est un ingénieur et industriel français qui a joué un rôle déterminant dans la photographie et dans la mise au point du cinéma.
Louis Lumière est le plus souvent associé au nom de son frère aîné, Auguste Lumière, sous la dénomination des frères Lumière. Ce rapprochement est un peu abusif en ce qui concerne l’invention du cinématographe, puisqu'en réalité, Auguste a échoué dans sa tentative de fabriquer une première machine, et a passé la main à son frère qui a fait aboutir l’invention. D’autre part, Louis a été le réalisateur de toutes les premières vues photographiques animées de la Maison Lumière, auxquelles Auguste n’a assisté parfois qu’en tant que comédien amateur (Le Repas de bébé, La Pêche aux poissons rouges, Démolition d'un mur, etc). Mais le contrat passé entre les deux frères prévoyait qu'ils soient associés systématiquement, aussi bien moralement que financièrement, dans tous leurs travaux et découvertes. « Chaque frère œuvre de son côté, mais, jusqu'en 1918, tous leurs travaux seront signés de leurs deux prénoms. Cette communauté de labeur se double d’une parfaite entente fraternelle. Les deux frères, qui ont épousé deux sœurs, vivent dans les appartements symétriques d’une même villa. Des années durant, l’opinion publique a évoqué le couple légendaire des « frères Lumière », unis dans la célébrité comme dans la vie ».

## Biographie

### Jeunesse
Les frères Lumière sont les fils de l'industriel, peintre et célèbre photographe Antoine Lumière, né le 13 mars 1840 à Ormoy (Haute-Saône), et de Jeanne Joséphine Costille, née le 29 septembre 1841 à Paris. Antoine et Jeanne se sont mariés le 24 octobre 1861 à la mairie du 5e arrondissement de Paris et en l'église Saint-Étienne-du-mont. Antoine gagne sa vie en peignant des lettres sur des façades de magasins, Jeanne est blanchisseuse. Le couple s’installe d'abord à Dole, dans le Jura, où Antoine s'initie à la photographie, puis à Besançon, en Franche-Comté, où un premier fils naît en 1862, Auguste.
Louis Jean Lumière naît le 5 octobre 1864 au 143 Grande rue.
Mais Antoine ne s’attarde pas dans cette petite ville qui est menacée en 1870 par le déclenchement de la guerre franco-allemande et l’avancée des troupes de la coalition prussienne. Le couple part s’installer au 15, rue de la Barre à Lyon en 1870. Antoine se fait remarquer en tant que photographe de portrait, et son talent fait de lui une sommité de la ville.
Après quelques années passées dans l'Institut Raison, à Monplaisir, les deux frères profitent de leur ascension sociale pour suivre les cours élitistes de l’école de La Martinière de Lyon, lycée d'enseignement scientifique et technologique dont ils sortent, Auguste en 1878 et Louis en 1881. Pendant ce temps, Antoine monte un petit atelier de fabrication de plaques photographiques. À cette époque, la photographie utilise des plaques de verre, que l’on enduit juste avant la prise de vue d’une émulsion photosensible de collodion humide qui exige son utilisation dans la demi-heure suivante. Le travail de l’atelier consiste à découper puis à enduire les plaques de verre aux formats exigés par les différentes chambres photographiques, ces gros appareils que l’on dispose sur un trépied afin qu’ils ne bougent pas lors de la prise de vue. Le collodion humide est très contraignant et ne favorise pas la photographie instantanée. L’affaire n’est pas florissante et Antoine envisage même de la fermer.

### L'Étiquette Bleue Lumière
Alors qu’il n’est âgé que de 17 ans, en 1881, Louis Lumière, féru de chimie, met au point une émulsion sèche de gélatino-bromure sur plaque de verre, que la famille met en vente sous l’appellation « Étiquette bleue ». Le succès de ces plaques prêtes à l’emploi et que l’on peut stocker, qui est énorme, va changer la destinée de cette famille. Louis et sa sœur Jeanne (11 ans), travaillent de 5 heures du matin jusqu’à 23 heures pour répondre à la demande. Avant la fin de la décennie, l’atelier produit quotidiennement d’abord quelque 18 000 plaques et Antoine doit racheter les terrains qui entourent le petit édifice devenu trop exigu, puis [?] plaques par jour. En pleine production, la quantité de plaques produites annuellement ira jusqu'à 15 000 000.
L’Étiquette bleue fait la fortune d’Antoine et de ses six enfants. À l’usine, les conditions de production sont terribles. Les plaques sont « mises à la sauce », c’est-à-dire enduites à la main par des ouvrières plongées, durant les premières années, dans le noir complet, éclairées par la seule lumière orange foncée (afin de ne pas impressionner accidentellement l’émulsion qui est insensible aux radiations rouges). La lumière rouge provoquant des aberrations de la vision chez ces ouvrières, la lumière verte lui succède. Louis met toute son imagination au service de la fabrication et invente des machines pour compenser la dureté du travail des ouvrières. Dans les nombreux ateliers, la poussière est l’ennemie numéro 1. Les ouvrières portent des pantalons de toile bleue et une vareuse serrée à la taille et boutonnée jusqu’au cou, que la société entretient. Leurs cheveux qu’à l’époque encore les femmes portent longs, sont remontés en chignon serré strictement. Les enfants peuvent travailler dès 10 ans (une nouvelle loi interdit de les engager avant). Les 300 personnes employées à Monplaisir sont mal payées, mais, « parce qu’il n’y a pas d’octroi à Monplaisir (ndlr : l’octroi était l’équivalent de notre moderne TVA), le pain, le hareng, les loyers y sont moins chers qu’à La Guillotière, Montchat ou Lyon. Ici, on sait que les Lumière ne réclament pas de formation. Pour l’atelier des plaques, par exemple, ce n’est pas la peine de savoir lire ni écrire. Les deux frères et leur père ont horreur des ”gens à diplômes“. Ils embauchent les habitants du quartier, toujours sur recommandation, et les forment eux-mêmes. »

### Le Cinématographe Lumière
Pendant que Louis et Auguste s’attellent maintenant à l’invention d’un procédé d’enregistrement des couleurs, leur père Antoine monte à Paris en août 1894 et assiste à une démonstration d’une invention qui fait grand bruit dans le monde scientifique : les films, c’est-à-dire des photographies qui captent le mouvement d’un sujet, et qui peuvent le reproduire. Film, mot anglais qui désigne une couche, un voile, c’est ainsi que l’inventeur et industriel Thomas Edison nomme les bobineaux impressionnés sur un nouveau support, souple et robuste, en nitrocellulose, découvert par l’Américain John Carbutt en 1888, et commercialisé dès 1889 par l’industriel George Eastman (qui créera Kodak). Cette invention résout tous les problèmes rencontrés jusque-là en résistant à l’effort mécanique intense que réclame l’enregistrement de photographies successives à grande cadence (au moins 12 photogrammes par seconde). « Edison fit accomplir au cinéma une étape décisive, en créant le film moderne de 35 mm, à quatre paires de perforations par image », perforations destinées à faire entraîner la pellicule par des débiteurs à dents. Edison et son bras droit, William Kennedy Laurie Dickson ont inventé et mis au point une machine qui permet l’impression photographique à cette cadence, le kinétographe, la première caméra de cinéma en état de marche, que l’on charge d’un bobineau permettant tout au plus 1 minute de prise de vues.
Antoine Lumière n’assiste pas au fonctionnement de cette caméra, car Edison, qui l’a protégée par de nombreux brevets internationaux, la garde jalousement à Orange, dans le New Jersey. En revanche, le succès de sa machine à visionner individuellement les films, le kinétoscope, a fait entrer en ébullition le milieu international de la photographie. L’équipe d’Edison a réussi le pari d’enregistrer des images photographiques en mouvement et de les faire visionner spectateur par spectateur. En utilisant les mêmes principes mécaniques, le défi maintenant est d'adapter le procédé à la projection collective, à la façon des lanternes magiques. Une tâche qui ne semble pas impossible. Tous les chercheurs d’Europe, d’Asie et d’Amérique travaillent en ce sens. Malgré les exhortations de Laurie Dickson, qui pressent que la finalité des films est d’être vus par un public rassemblé, Edison se refuse à mettre au point une machine à projeter les films sur grand écran, ce qui ne lui poserait aucun problème insoluble, mais il est persuadé que le kinétoscope individuel est plus rentable. Il a d'ailleurs ouvert, ou fait ouvrir sous licence, les ancêtres des salles de cinéma : les Kinetoscope Parlors, où s'alignent plusieurs appareils proposant autant de films différents. Antoine Lumière, lui, est persuadé qu’il y a là au contraire un superbe marché à prendre au plus vite, d’autant qu’il s’est aussi rendu sur les boulevards parisiens, quelques centaines de mètres plus loin, au Musée Grévin où il a vu en projection, debout parmi un large public, les premiers dessins animés du cinéma, dessinés directement sur la pellicule, présentés depuis 1892 par Émile Reynaud dans son « Théâtre optique ». Cette présentation d’Émile Reynaud est à la base du cinéma tel qu’il nous est parvenu de nos jours, trois ans avant les projections Lumière. « L'auteur des pantomimes lumineuses était en mesure, dès 1892, de présenter un spectacle complet composé d'images animées projetées sur un écran. Le dessin animé était né, bien avant le cinéma lui-même… ».
Antoine revient à Lyon, porteur d’un fragment de film au format 35 mm que lui a gracieusement confié l’envoyé de l’industriel américain. Il décide ses fils à mettre provisoirement de côté leurs recherches sur une émulsion couleurs, et de faire porter tous leurs efforts sur la mise au point d’une caméra et d’un appareil de projection utilisant comme Edison le support souple d’Eastman. Le 26 décembre 1894, un article du Lyon républicain rapporte que « les frères Lumière […] travaillent actuellement à la construction d’un nouveau kinétographe, non moins remarquable que celui d’Edison et dont les Lyonnais auront sous peu, croyons-nous, la primeur ». Cet article, qui cite le kinétographe préexistant, montre bien que les deux frères lyonnais travaillent sur la piste ouverte par Edison. Le petit-fils de Louis, Maurice Trarieux-Lumière, souligne la généalogie des inventions : « Mon grand-père a toujours reconnu avec une parfaite probité, j'en porte témoignage, les apports de Janssen, Muybridge et Marey, inventeurs de la chronophotographie, Reynaud, Edison et surtout Dickson ».
Auguste Lumière se lance le premier dans la conception du « kinétographe Lumière »,,, avec un mécanicien, Charles Moisson. Mais il échoue et c'est Louis qui prend le relais.

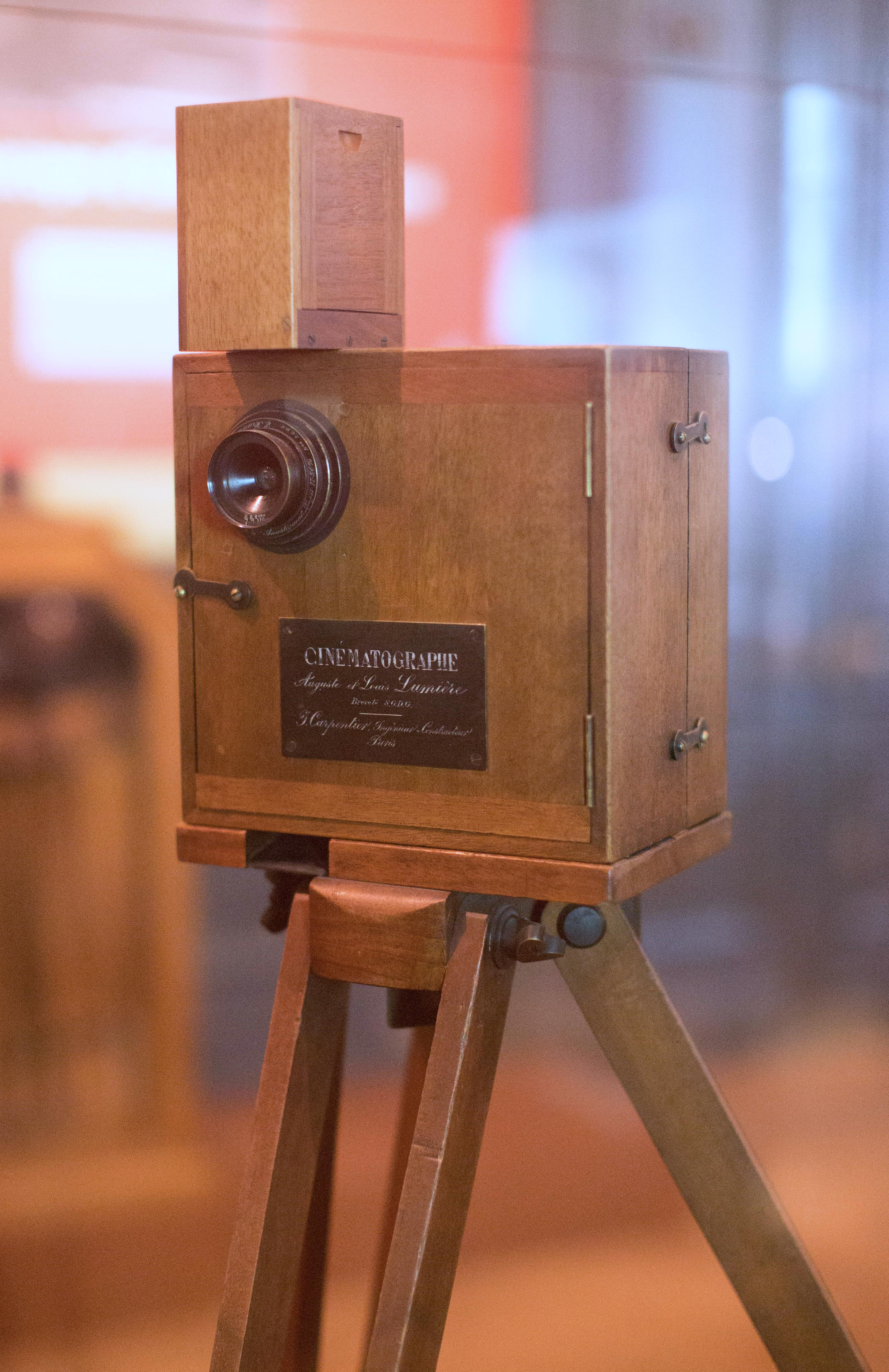
Le cinématographe de Louis Lumière (la manivelle est à l'arrière).

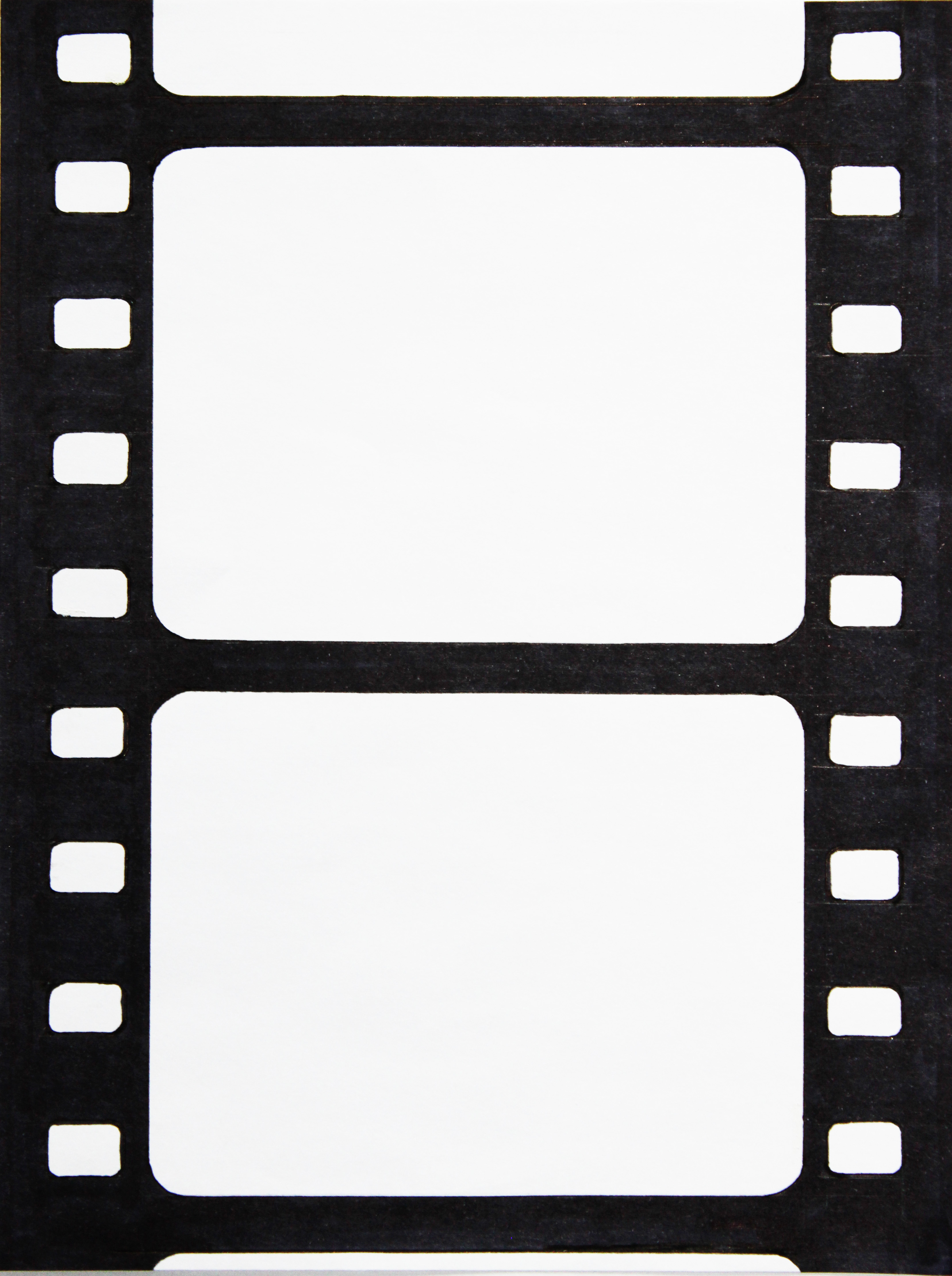
Modèle de film cinéma Edison

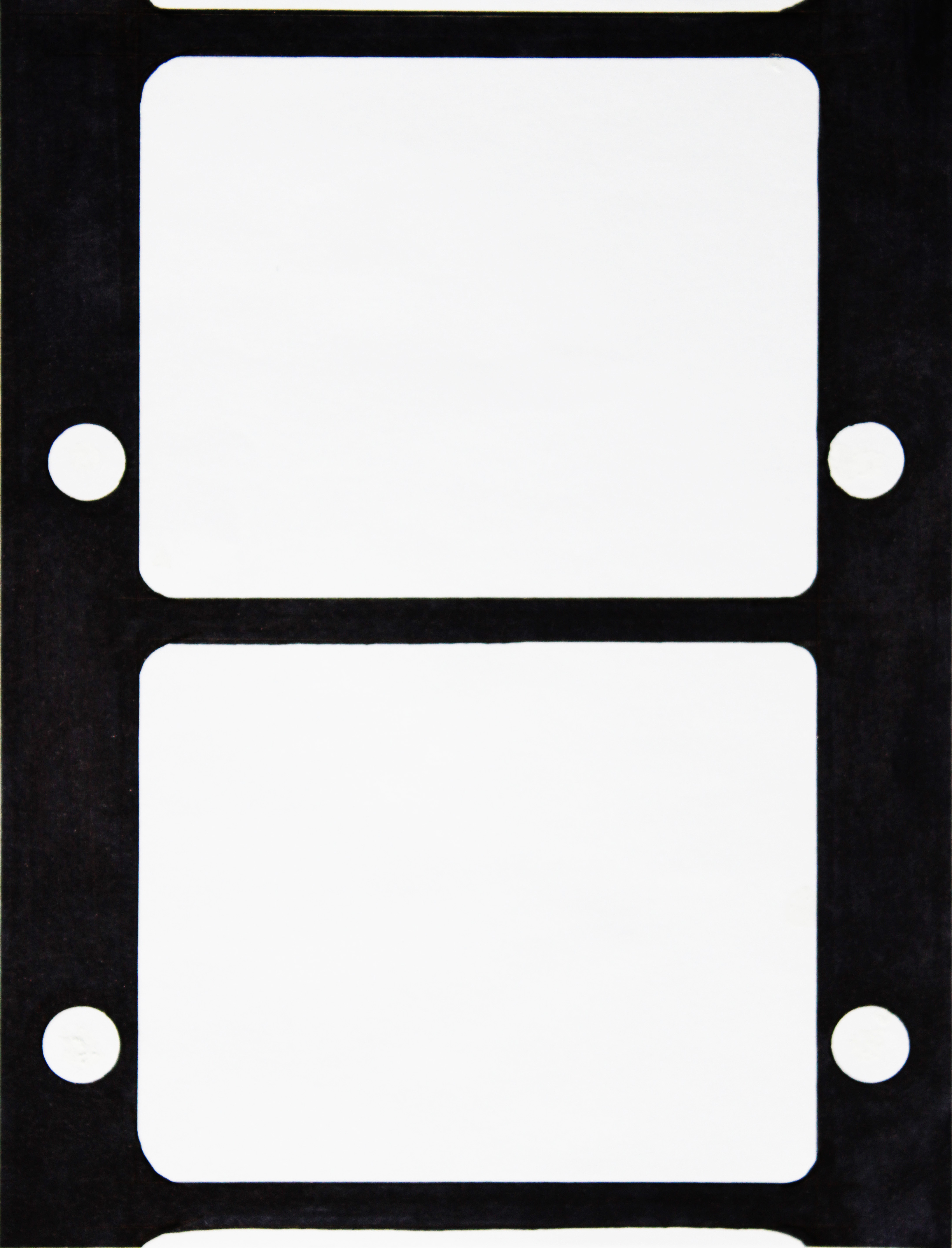
Modèle de film cinéma Lumière

Pendant l'hiver 1894-1895, Louis Lumière met au point un mécanisme ingénieux qui se différencie de ceux du kinétographe et du kinétoscope. Comme Edison, il adopte le format 35 mm, mais, pour ne pas entrer en contrefaçon avec la pellicule à huit perforations rectangulaires autour de chaque photogramme, brevetée par l'inventeur et industriel américain, il choisit une formule à deux perforations rondes par photogramme (abandonnée par la suite au profit du format Edison, plus solide). Inspiré, déclare-t-il plus tard, par le mécanisme de la machine à coudre de sa mère, où l'entraînement du tissu était assuré à l'aide d'un patin actionné par une came excentrique, comme il l’est encore aujourd’hui, Louis dessine une came originale qui actionne un jeu de griffes dont les dents s'engagent dans les perforations, déplacent la pellicule d'un pas tandis que, à l'instar du kinétographe, un obturateur à disque mobile rotatif empêche la lumière d'atteindre la couche photosensible en déplacement. Puis les griffes se retirent, laissant la pellicule immobile, que la réouverture de l'obturateur permet d'impressionner d'un photogramme, et elles reviennent à leur point de départ pour entraîner la pellicule et impressionner un nouveau photogramme, ad libitum.
Durant cette période, Louis Lumière utilise un film en papier sensibilisé au bromure, car le ruban en celluloïd de George Eastman n’est pas en vente en France. C'est ce moyen auquel Edison avait eu recours avant la mise sur le marché américain du ruban Eastman. Le film sur papier n'est bien entendu pas projetable puisqu'il est opaque et fragile. Ce n’est qu’en mars 1895 que des envoyés des frères Lumière réussiront à se procurer ce précieux ruban au Royaume-Uni.
Suivent d’autres modifications importantes au début de l’année 1895, apportées par le futur fabricant en série du cinématographe, l’ingénieur parisien Jules Carpentier, notamment en ce qui concerne l’entraînement intermittent de la pellicule car il semble que Louis Lumière, après avoir eu l’idée des griffes, a finalement construit son prototype avec un mécanisme à pinces intermittentes : la pince arrête la pellicule image par image en la serrant sur les bords pendant qu’est impressionné un photogramme, puis la relâche et la pellicule se déplace d'une hauteur d'image, la pince l'arrête alors en la serrant, une fois encore un photogramme est impressionnée, nouveau desserrage, etc (12 à 15 fois par seconde). Un procédé rustique que va transformer Carpentier en adaptant l’idée des griffes de Louis Lumière à son prototype. Autre perfectionnement : l’ensemble du mécanisme était mis en mouvement par un jeu de poulies extérieures, que Carpentier remplace par un jeu de pignons dentés installés à l’intérieur même du boîtier de l’appareil.
L’apport fondamental de Carpentier au prototype de Louis Lumière est avéré par les historiens et chercheurs : « Le Cinématographe opérationnel entre les mois de mars et octobre 1895, correspond vraisemblablement à l’instrument qui a été déposé au C.N.A.M. en 1942 par Louis Lumière, dont la conception se rapproche moins du brevet même que de ses additions ». Mais le monde industriel est ainsi conçu : le résultat du travail qu’un employé ou un mandataire fournit à son employeur ou mandant, appartient en fin de compte au mandant, donc à l’industriel. C’est ainsi que William Kennedy Laurie Dickson a été le véritable metteur au point des machines imaginées par son patron, l’inventeur et industriel Thomas Edison, le kinétographe et le kinétoscope, mais que les bénéfices, aussi bien moraux que financiers, générés par ses travaux, appartenaient intégralement à la société d’Edison.

### Les vues photographiques animées Lumière

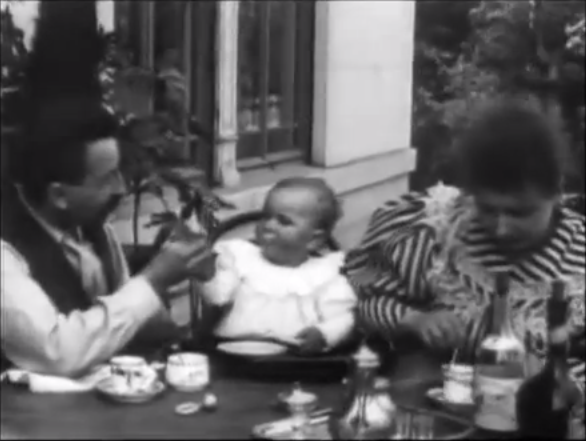
Le Repas de bébé, réalisé par Louis Lumière (1895). Le père : Auguste Lumière.

Comme Dickson, Louis Lumière fait des essais sur papier avec du personnel maison durant l’hiver 1894. Il filme un semblant de pugilat (Dickson avait fait de même), puis une bataille de boules de neige entre des enfants. On remarque que les deux chercheurs ont voulu tester leur machine en choisissant des sujets qui a priori bougent beaucoup. Mais on peut remarquer aussi que, selon Laurent Mannoni, conservateur des machines et des films de la Cinémathèque française, « cent quarante-huit films sont tournés entre 1890 et septembre 1895 par Dickson et William Heise ». Le cinéma, dont le cœur de cible est bien représenté par l’ensemble des films, plus que par les procédés utilisés, est bien né dans le New Jersey. Cependant, l’ingéniosité du cinématographe en tant que machine, et on va le voir, le talent de photographe de Louis Lumière, sont en effet à l’origine de l’engouement qui va lancer le spectacle cinématographique dans le monde entier.
Le premier film tourné par Louis Lumière sur le support en celluloïd est Sortie d'usine, plus connu aujourd'hui sous le nom de La Sortie de l'usine Lumière à Lyon. Le mot « film » n’est pas encore utilisé en France. C’est Thomas Edison qui adopte ce mot anglais, qui désigne une couche, un voile, une pellicule, pour désigner ses bobineaux impressionnés (en référence à la couche de produit photosensible dont est enduite l’une des faces du ruban de celluloïd). Louis Lumière désigne ses bobineaux par l’appellation vue photographique animée. Sortie d'usine est tourné le 19 mars 1895, à Lyon rue Saint-Victor. Cette rue est actuellement nommée « rue du Premier-Film », un peu abusivement, compte tenu qu'il n'est pas précisé qu'il s'agit du premier film Lumière et non pas du premier film du cinéma. « Les bandes tournées par Dickson sont à proprement parler les premiers films. » La première représentation privée du Cinématographe Lumière a lieu à Paris le 22 mars 1895 dans les locaux de la Société d'encouragement pour l'industrie nationale. Durant l'été 1895, Louis tourne le célèbre Jardinier qui deviendra plus tard L'Arroseur arrosé. C'est le plus célèbre des films dits « des frères Lumière » et la première des fictions photographiques animées (les premières fictions du cinéma étant les dessins animés, les Pantomimes lumineuses non photographiques d'Émile Reynaud).

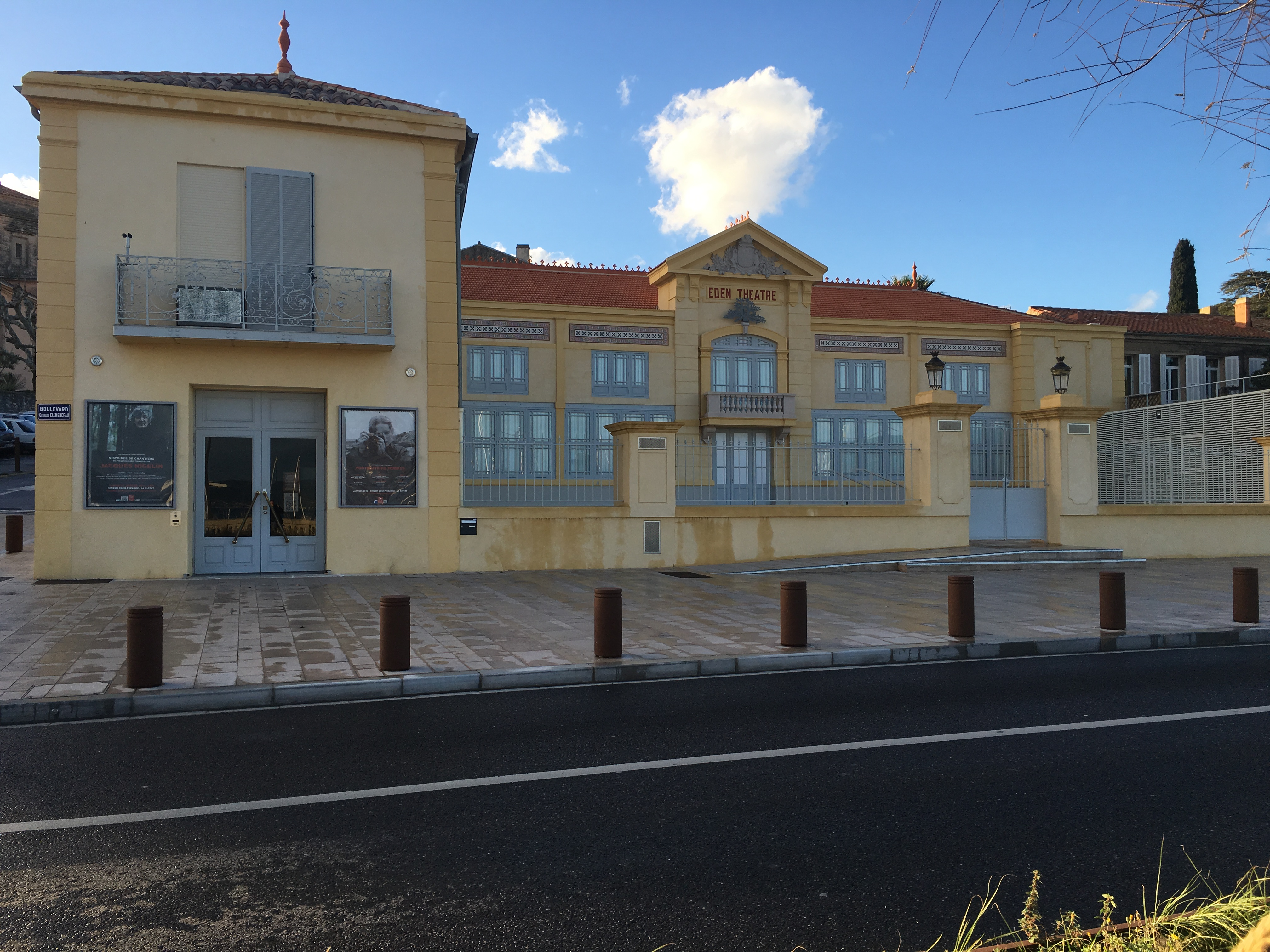
L'Eden Théâtre (La Ciotat), 2016.

D’abord, le cinématographe est présenté à de nombreux scientifiques, comme Edison l’avait fait avec le kinétoscope. Le 11 juin pour le Congrès de photographie à Lyon, le 11 juillet à Paris à la Revue générale des sciences, le 10 novembre à Bruxelles devant l’Association belge de photographes, le 16 novembre dans l’amphithéâtre de la Sorbonne, etc. Les Lumière, qui possèdent une riche propriété à La Ciotat (Bouches-du-Rhône), organisent dans cette ville balnéaire une projection entre amis et sommités locales le 21 septembre 1895, puis, le 14 octobre 1895 une projection publique à L'Eden Théâtre, qui va ainsi devenir une salle de théâtre et un cinéma. Enfin, la famille Lumière organise sa première projection publique le 28 décembre 1895, dans une toute petite salle au sous-sol du Salon indien du Grand Café de l'hôtel Scribe, 14 boulevard des Capucines à Paris (comme le faisait depuis 1892 Émile Reynaud au sous-sol du Musée Grévin). La séance est présentée par Antoine Lumière devant trente-trois spectateurs. Le prix de la séance est fixé à 1 franc.

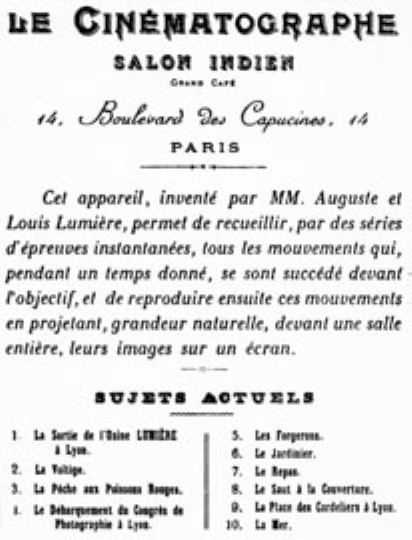
Programme d’une projection publique au Salon indien du Grand Café à Paris en 1895

Le programme complet de la première séance publique payante, à Paris, compte 10 films, tous réalisés par Louis et produits durant l’automne 1895 :
1. La Sortie de l'usine Lumière à Lyon ("vue" documentaire)
2. La Voltige ("vue comique" troupier)
3. La Pêche aux poissons rouges ("vue" familiale : la fille d'Auguste Lumière, alors bébé, pêche dans un aquarium)
4. Le Débarquement du congrès de photographie à Lyon ("vue" documentaire)
5. Les Forgerons ("vue" documentaire)
6. Le Jardinier ("vue comique")
7. Le Repas de bébé ("vue" familiale : la fille d'Auguste Lumière)
8. Le Saut à la couverture ("vue comique" troupier)
9. La Place des Cordeliers à Lyon ("vue" documentaire)
10. La Mer ("vue" documentaire : baignade de jeunes citadins)

La petite salle du sous-sol du Grand Café, ancienne salle de billard, est finalement une excellente affaire. « Sur la demande du gérant, Monsieur Borgo, le propriétaire, Monsieur Volpini, accepte de louer sa salle à une attraction nouvelle, préférant un fixe de 30 francs par jour, à 20% sur d'hypothétiques recettes… Le premier jour, il n'y aura que 33 entrées payantes. 2000, 3000 les jours suivants… ».

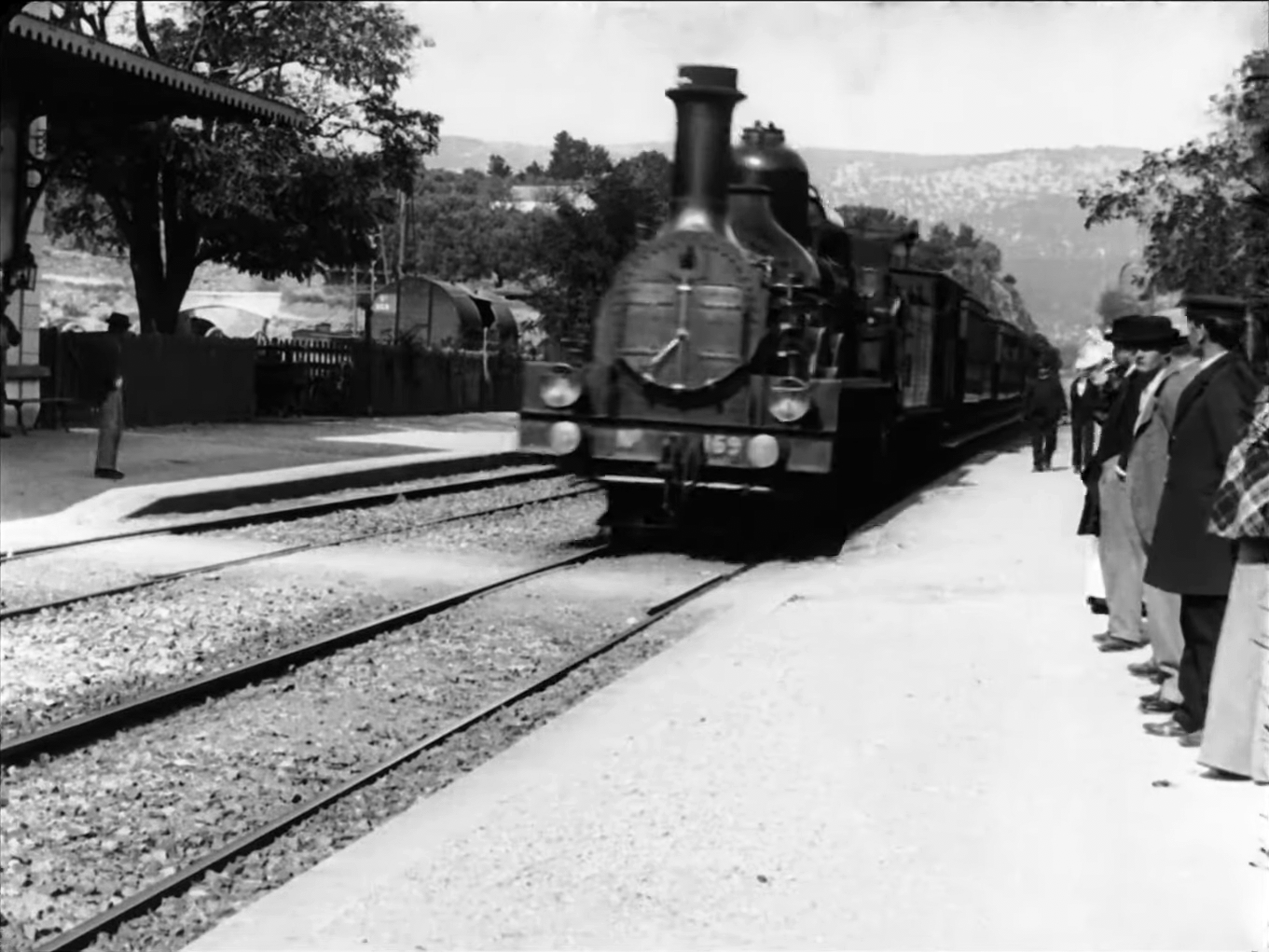
L'Arrivée d'un train en gare de La Ciotat (1895). Cadrage en diagonale du champ.

L’un des monuments des premiers films du cinéma, L'Arrivée d'un train en gare de La Ciotat n'est pas projeté ce jour-là, mais le sera par la suite, remportant un énorme succès. Six mois plus tard, la première projection des films de Louis Lumière en Amérique est organisée à Montréal. Aux États-Unis, leur présentation à New York le 18 juin 1896 fait sensation, obligeant Edison à revoir sa politique éditoriale, et notamment de se doter d’un système de projection, mais aussi d’alléger le kinétographe et de le rendre autonome grâce à une manivelle (le cinématographe pèse 5 kilos, le kinétographe originel pesait dix fois plus !). Le succès des films Lumière s’explique en grande partie par leur esthétique, en complète opposition à celle des films produits par Edison, tournés pour la plupart d’entre eux dans le cadre étroit et scénique du premier studio de cinéma, le Black Maria. Le choix de Louis Lumière de mettre en valeur des décors naturels et une belle exposition fait que la presse s'exclame en France : « C’est la vie même, c’est le mouvement pris sur le vif ».

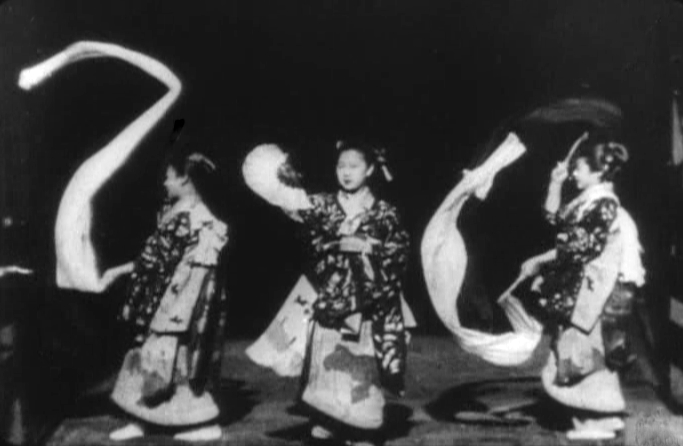
Film Edison, tourné au Black Maria par William Kennedy Laurie Dickson en 1893, intitulé "Danse impériale japonaise". Disposition frontale.

L'apport de Louis Lumière à ce que le critique littéraire Ricciotto Canudo nomme en 1920 le "7e art", est primordial. Son expérience de photographe lui permet dans l'esthétique de ses films d'aller plus loin que l'équipe Edison-Dickson. « Trop enclins à donner aux frères Lumière la paternité d’une invention qui n’était pourtant pas la leur, les historiens et les critiques ont parfois manqué d’enthousiasme pour vanter le génie personnel de Louis Lumière… Les bandes d’Edison et de Dickson sont émouvantes par leur désir évident de mettre en mémoire les prestations d’artistes du spectacle. Celles de Louis Lumière nous communiquent un frisson sacré par leurs qualités photographiques et l’inspiration de leurs cadrages ». Dans ses vues photographiques animées, qui relèvent du même primitivisme que les premiers films américains, il fait preuve cependant d'une maîtrise du cadrage exceptionnelle. Louis trouve très naturelle la position de prise de vues en diagonale du champ par rapport au mouvement des personnages.

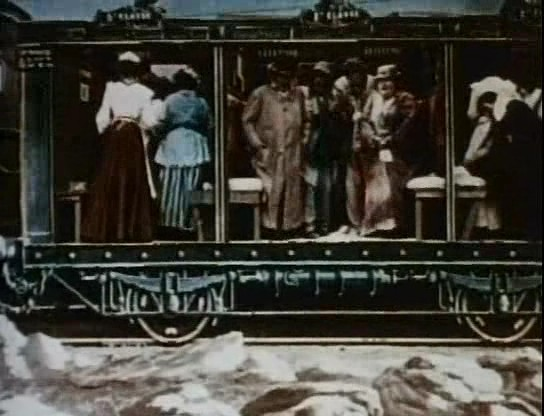
Le Voyage à travers l'impossible (1904).

À cette époque, les films Edison-Dickson ne connaissent que la disposition frontale face au sujet filmé, assimilable à la vision d’un spectateur de music-hall ou de théâtre, et c’est encore celle-ci que recherche un nouveau venu, le talentueux Georges Méliès. Celui-ci, par exemple, lorsqu'il filme l'arrivée d'un train dans son studio de Montreuil en 1904 pour le film Le Voyage à travers l'impossible, dispose sa caméra à la perpendiculaire du train, c'est-à-dire que le train (en carton) entre dans le champ de la caméra à droite du cadre et se déplace — assez poussivement, il faut l'avouer — de droite à gauche, et non pas dans la profondeur de champ, en diagonale, comme a si bien su le faire neuf ans plus tôt Louis Lumière. Mais il est vrai que les concurrents et prédécesseurs américains découvrent spontanément l'attrait des cadrages rapprochés (ce qu'on appellera le Plan rapproché et - très justement - le plan américain), contrairement à Louis Lumière qui se garde de se rapprocher de ses sujets, retenu par une pudeur caractéristique de l'époque, une pudeur que ne ressent pas William Kennedy Laurie Dickson qui, lui, plus canaille dans ses choix et ses cadrages, n'hésite pas à mettre sa caméra directement sous le nez de ses personnages. Jusqu’« en 1900, un cadrage trop serré sur une personne, coupant les jambes, ou le bassin, ou la poitrine, ou le visage, était considéré comme monstrueux, offrant presque de façon indécente l’étal d’un boucher. Les personnages d’un film ne pouvaient pas devenir des estropiés, des manchots ou des culs de jatte ! Il était en plus interdit de s’approcher de leur intimité, sauf dans le but avoué de créer une scène ridicule. Ainsi, l’un des tout premiers bobineaux produits par Edison montre Fred Ott, “la première star du cinéma”, filmé à mi-corps, mais dans une situation risible, son violent éternuement ». Il faut dire que le tandem Edison-Dickson ne vise pas le même public que Louis Lumière. Les premiers recherchent la clientèle populaire de New-York et de Brooklyn, et celle des villes de l'Amérique profonde, tandis que Louis a pour but commercial de séduire la clientèle huppée et aisée, celle qui est capable d'acquérir pour son plaisir un exemplaire du Cinématographe Lumière pour filmer la famille, et des bobineaux Lumière déjà impressionnés, pour compléter l'éducation des enfants. Aussi, la retenue et le bon ton s’imposent-ils dans le choix d’une esthétique de classe.

### Louis Lumière et ses opérateurs

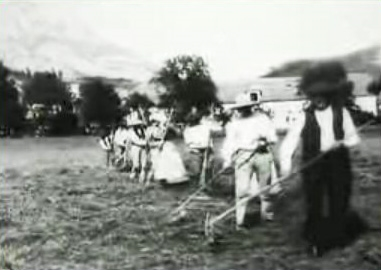
Faneurs, réalisé par Louis Lumière (1896).

Rapidement, les frères prennent conscience de l'intérêt de filmer des images pittoresques de par le monde et de les montrer en projection, ou de les vendre avec leur appareil. Fins commerciaux, ils refusent de céder les brevets de leur invention à Georges Méliès qui leur en offre pourtant une petite fortune, ainsi qu’à d'autres. Ils tentent même de décourager ce futur et talentueux concurrent en lui prédisant la ruine s'il se lance dans la production de films. Louis Lumière engage plusieurs personnes (sans aucune formation de photographe pour la plupart d’entre elles) qu’il initie ou fait initier à la manipulation du cinématographe : Alexandre Promio, Gabriel Veyre, Gaston Velle, Félix Mesguich, Francis Doublier, François-Constant Girel, Vittorio Calcina, Shibata Tsunekichi, et bien d’autres.
Les opérateurs partent en voyage avec un assistant car leur matériel ne se résume pas au seul cinématographe, et Louis Lumière profite du réseau important de correspondants que la société a déjà mis en place pour le même type de photographies fixes. Il faut transporter non seulement le stock de pellicules vierges, et ce n’est pas le plus encombrant bien que très fragile et craignant la chaleur, mais aussi les bonbonnes de produits chimiques pour développer sur place les vues enregistrées, révélateur et fixateur, un tambour en bois pour plonger chaque bobineau de 17 mètres dans les produits successifs au fond de grands seaux, et ceci après chaque prise de vues car il ne faut pas laisser la pellicule impressionnée non développée, qui risque d’être « voilée » par la réaction des sels d’argent à la lumière qui se poursuit même après la prise de vues. Ce laboratoire doit donc suivre de près l’opérateur, quel que soit l’endroit où il se rend. Il y a aussi le problème du chargement en pellicule vierge des petits magasins que l’on installe au sommet de la caméra pour l’alimenter. Ces magasins qui protègent la pellicule de la lumière, doivent être chargés dans le noir complet. Une cave suffit. Mais dans les pays du soleil, il est parfois difficile de trouver un tel lieu. « L’un des premiers soucis des opérateurs du cinéma primitif est de trouver l’obscurité propice au chargement en pellicule du magasin de leur caméra. On rapporte qu’un opérateur Lumière est allé jusqu’à louer un cercueil pour s’y enfermer quelques instants ! ».
Comme à Monplaisir, l’obéissance absolue aux indications de Louis Lumière est la règle non négociable pour les opérateurs. Peut-être est-ce lui qui recommande de tourner la manivelle du cinématographe au rythme d’une marche militaire célèbre en France, Le Régiment de Sambre-et-Meuse, un chant patriotique français composé en 1870 par Robert Planquette sur des paroles de Paul Cézano, arrangé en marche militaire par François-Joseph Rauski. Tourner la manivelle au rythme de cette marche, c’est-à-dire à raison de 2 tours par seconde donne une cadence de prise de vues de 16 images par seconde, parfaite pour un bon rendu du mouvement en projection à l’époque du cinéma muet. Louis Lumière exige qu’un monument soit cadré en son intégralité, les personnages aussi. Toute initiative contraire doit, avant réalisation, obtenir son accord. C’est ainsi qu’en 1896, le principal opérateur, Alexandre Promio, formé par Louis Lumière qui lui a délégué la formation d’autres opérateurs, ce qui laisse supposer une grande confiance, demande néanmoins l’imprimatur après avoir effectué une prise de vues spéciale. « Arrivé à Venise et me rendant en bateau de la gare à mon hôtel, sur le Grand canal, je regardais les rives fuirent devant l’esquif, et je pensais alors que si le cinéma immobile permet de reproduire des objets mobiles, on pourrait peut-être retourner la proposition et essayer de reproduire à l’aide du cinéma mobile des objets immobiles. Je fis de suite une bande que j’envoyai à Lyon avec prière de me dire ce que Monsieur Louis Lumière pensait de cet essai. La réponse fut favorable ». Filmée le 25 octobre, la bande est programmée sous le titre Panorama du Grand Canal pris d'un bateau. Le journal Le Lyon républicain annonce : « Le cinématographe, dans une élégante gondole, nous conduit jusqu’à Venise où défilent successivement pendant ce trajet en bateau les plus beaux points de vue de la cité vénitienne et tout cela au milieu d’un va et vient de gondoles du plus gracieux effet ».
L’effet visuel qu’a rapporté Alexandre Promio n’est autre que ce qui s’appellera plus tard un travelling, mais que Louis Lumière désigne alors par une appellation déjà usitée dans le catalogue des photographies fixes Lumière : un « panorama », et, plus exactement : « un panorama Lumière ». Il va d’ailleurs encourager ses opérateurs à rechercher des moyens de déplacement de la caméra par transportation mécanique : automobile, train, bateau, ascenseur, ballon dirigeable, etc.

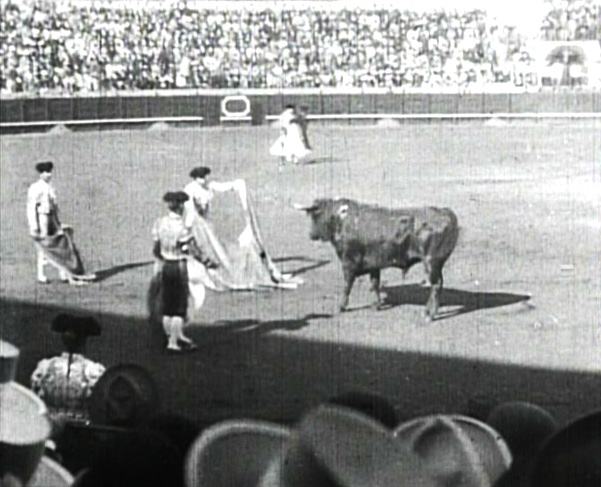
Corrida à Barcelone, réalisé par Francis Doublier (7 mars 1897).

Parfois pourtant, les opérateurs sont obligés d’improviser, compte tenu de circonstances exceptionnelles. Ainsi, Francis Doublier « invente sans le vouloir l’accéléré. Il est en Espagne le 7 mars 1897, envoyé par Louis Lumière pour filmer une Corrida à Barcelone et il ne veut pas prendre le risque de manquer un moment essentiel du spectacle, faute de pouvoir recharger sa caméra. Il a l’idée de ralentir la cadence de prise de vue de 16 images à 9 images par seconde pour multiplier par deux son autonomie de tournage. À la projection, il constate que la vitesse des actions, elle aussi, est multipliée par deux, les passes des toréadors sont accélérées. Les 9 images qui enregistraient dans la caméra une seconde de la vie réelle passent maintenant à l’écran en une demi-seconde, l’appareil de projection fonctionnant à la cadence de 16 ou 18 images par seconde. Cette accélération qui rend les passes des toréadors encore plus éblouissantes émerveilla le public et c’est ainsi que Francis Doublier a échappé à l’oubli ». Mais il ne recommença pas l’expérience, Louis Lumière y veilla certainement…
« Le cinématographe est muni d’une manivelle et rien ne s’oppose à ce qu’on l’actionne dans un sens ou dans l’autre, le système à griffes sur came excentrique fonctionne aussi bien dans le sens des aiguilles d’une montre qu’en sens inverse ». Et c’est peut-être Auguste Lumière lui-même qui, un soir de projection, passa par-dessus les règles édictées par son frère. Alors qu’il s’offre le plaisir de projeter les films, il rembobine dans l’autre sens, sans éteindre sa lanterne, la pellicule qu’il vient de montrer au public. « Par cette manipulation élémentaire, les nageurs sortent de l’eau pieds en avant et remontent sur leur plongeoir, du jamais vu ! ». Auguste Lumière, si c’était bien lui, vient de découvrir la marche arrière au cinéma, un trucage qui va s’additionner aux jeunes découvertes du langage filmique. Louis Lumière fait tourner des bandes spécialement conçues pour exploiter ce procédé qui à chaque fois émerveille le public. Comme Démolition d'un mur, où figure — certainement pas par hasard — son frère Auguste qui tient le rôle de contremaître d’une équipe de démolition dont le travail se transforme, par la magie du truquage, en reconstruction miraculeuse.

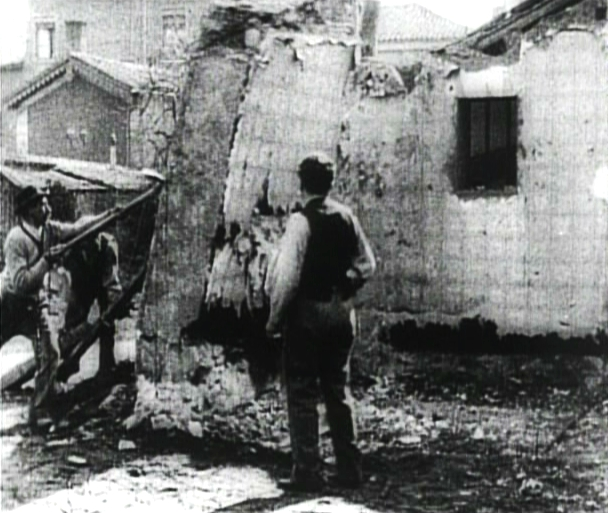
Démolition d'un mur, réalisé par Louis Lumière en 1895. De dos : Auguste Lumière.

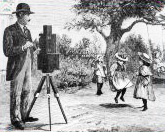
Dessin représentant un père filmant ses enfants avec un cinématographe Lumière (publicité Lumière en 1895).

Louis Lumière va privilégier des thèmes dans le choix des sujets qu’il entreprend de filmer lui-même, et de ceux qu’il commande à ses opérateurs. D’abord, il flatte sa clientèle qui, comme nous l’avons souligné, fait partie des gens aisés, car aussi bien une chambre photographique qu’un cinématographe sont des objets d’un prix inabordable pour les classes populaires. À cette époque, la petite bourgeoisie découvre le plaisir de la photographie de famille, un luxe qu’elle peut s’offrir et qu’elle préfère au portrait peint, plus cher et plus contraignant. Et la manipulation des appareils, voire les opérations du développement et du tirage de clichés, font partie des loisirs intelligents qu’affectionne cette tranche privilégiée de la population. « On peut ainsi, dans les familles, conserver des traces vivantes des ancêtres, il suffira d'un tour de manivelle pour faire voir aux enfants leurs grands-parents et revoir ses propres grimaces de nourrisson ». C’est pour séduire cette clientèle que Louis Lumière a choisi de présenter lors de la première projection 3 bandes qui peuvent s’apparenter au cercle familial : La Pêche aux poissons rouges, Le Repas de bébé et La Mer.
Louis Lumière n’oublie pas de tourner des « vues récréatives », avec deux bandes de comique troupier : La Voltige et Le Saut à la couverture, et cette première fiction photographique animée : Le Jardinier. Les autres bobineaux soulignent l’aspect éventuellement éducatif des vues photographiques animées : le travail d’une forge, la sortie d’une usine, un rassemblement de congressistes (de la photo), une place bien connue de la ville et la circulation qui la traverse. Mais on peut citer aussi le travail des faneurs, aérant le foin, filmés en diagonale du champ.
Sont directement liés au thème de la famille, les films d’inspiration religieuse. En 1896, Alexandre Promio filme les lieux saints chrétiens à Jérusalem. Il en profite, lorsqu’il quitte la ville en train, pour effectuer un « panorama Lumière », donc un travelling, en installant sa caméra sur la plateforme arrière du convoi et en filmant les gens massés sur le quai, dont certains saluent de la main l’opérateur, tandis que le convoi s’éloigne (Départ de Jérusalem en chemin de fer). Comme on ne voit pas le train lui-même, il s’agit d’un véritable plan subjectif (le regard de Promio), mais l’opérateur n’en a pas eu conscience à l’époque. À Lourdes, on filme des processions d’hommes et de femmes, séparés par décence. Les hommes portent des cierges. On descend les malades sur leurs civières, des charrettes qui les ont amenés sur le lieu des pèlerinages. Des centaines de prêtres s’avancent aussi. La foule des fidèles sort de la Basilique de l'Immaculée-Conception. Tous ces bobineaux sont filmés en extérieur ; en effet, la pellicule n’est pas assez sensible pour filmer à l’intérieur d’un bâtiment, et les éclairages électriques en sont à leurs débuts et sont encore loin d’être adaptés aux prises de vues cinématographiques.

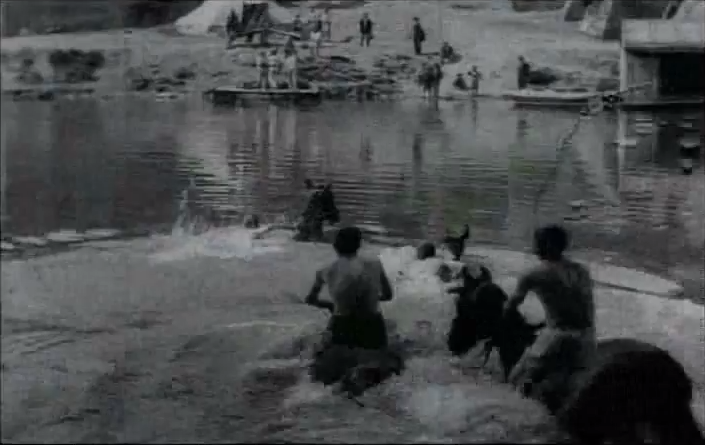
Dragons traversant la Saône à la nage (1896).

Les troupes militaires et le corps des pompiers sont également mis à l’honneur. Les défilés de régiments français, mais aussi d’autres nations, les exercices destinés à être filmés, constituent quelque 700 films Lumière qui illustrent le goût de l’époque pour les démonstrations martiales. Les Dragons traversant la Saône, les Bersagliers italiens et leur pas de course caractéristique, la Charge du 7e régiment de cuirassiers à cheval, l’École de cavalerie de Saumur, les chasseurs alpins, les hussards, etc. Liées aussi au pouvoir, des images illustrant « le carnet mondain des grands de ce monde, rois, reines, princes et princesses, mariages, présidents en visites officielles, dans la grande tradition de l’époque des journaux illustrés de dessins ou de photographies, mais cette fois les têtes couronnées, bien que toujours en noir et blanc et muettes, bougent, saluent de la main, se congratulent, inspectent leurs troupes… Il est encore trop tôt pour parler de documentaires ou de films de voyage car tous les bobineaux qui sont ramenés de ces expéditions font moins d’une minute et sont projetés en public tels qu’ils sont sortis de la caméra », le plus souvent en une seule prise de vues tournée en extérieur. Citons les visites des présidents Félix Faure et Émile Loubet en province ou à l’étranger, et les réceptions de souverains et chefs d’États à Paris ou en province.

### Les autochromes
Les frères Lumière ont la sagesse de s'arrêter de produire des films en 1902, quand ils comprennent que le cinéma est un langage nouveau dont ils n'ont connaissance ni des règles à venir ni de l'importance qu'il va prendre dans le monde entier. Ce que n'ignore pas Thomas Edison, qui prédit que « le cinéma sera plus tard l'un des piliers de la culture humaine. »,
En 1903, Louis Lumière est à l'origine de l'obtention de la couleur sur plaque photographique sèche, dite « autochrome », qu’il considère comme étant sa plus prestigieuse invention, celle à laquelle il a consacré plus de dix années de sa vie. Car Louis Lumière, paradoxalement, n'aime pas le cinéma : « Je ne vais jamais au cinéma. Si seulement j’avais su ce qu’il deviendrait, je ne l’aurais jamais inventé ».
Au début du XXe siècle, la photographie en couleurs existait ; c’était un procédé additif trichrome, une synthèse de trois prises de vue successives en noir et blanc avec un filtre différent ajouté à chaque prise devant l’objectif. On obtenait trois sélections de radiations lumineuses primaires, fondamentales dans la perception colorée de l’œil humain : rouge, vert, bleu (RVB), en anglais Red Green Blue (RGB). Ces trois sélections sont les mêmes que celles qu’utilisent actuellement les ordinateurs de tout type et les écrans de télévision. Sauf que la vitesse d’exécution n’était pas la même, la photo trichrome en 1900 excluait l’instantané, donc la spontanéité d’un mouvement, d’une attitude, et exigeait de tenir la pose d’une prise de vue à l’autre, y compris pendant le changement du filtre coloré. Un paysage, un bâtiment, un personnage assis ou couché, ou immobilisé volontairement ou par le biais d’un support disposé dans son dos, étaient des sujets type de la photographie trichrome, comme ils l’étaient aux tout débuts de la photographie noir et blanc. Autrement dit, la photographie en couleurs tenait plus de l’expérimentation scientifique que du loisir. Les trois sélections obtenues étaient ensuite réunies sur une seule plaque en ajoutant à chaque fois le colorant adéquat qui déposait une quantité plus ou moins grande de pigments colorés en fonction de l’intensité du noir et blanc (avec toute la gamme des gris). L’œil humain faisait la synthèse de ces pigments minuscules disséminés sur la plaque et percevait ainsi, grâce à ce gamut, la couleur des objets ou personnages photographiés.

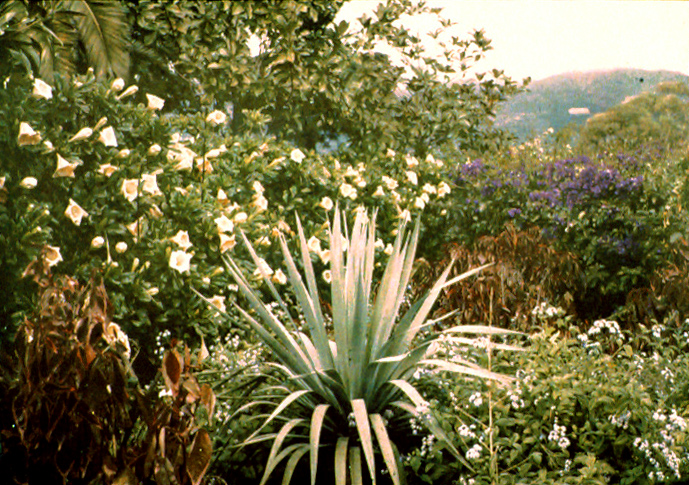
Sarah Angelina Acland, autochrome Exotic Plant in a Garden in Madeira (1910).

Le procédé dit autochrome, inventé par Louis Lumière, va sortir la photographie en couleurs des essais scientifiques et atteindre le grand public, du moins celui qui pouvait s’impliquer dans un loisir relativement coûteux. Louis Lumière veut simplifier le procédé et saisir les couleurs en une seule prise de vue. Un pari volontariste dont il se sort grâce à un produit inattendu dans ce domaine : la fécule de pomme de terre. Elle se présente sous la forme d’une farine très fine que Louis Lumière a l’idée de colorer selon la gamme RVB, légèrement modifiée : rouge-orangé, vert et bleu-violet. On prépare ainsi trois farines directement coloriées en rouge-orangé, vert et bleu-violet. On les mélange en quantités égales et cette préparation est étalée sur une plaque de verre enduite de vernis collant, à raison d’une dispersion d’environ 7000 grains par centimètre carré. On les presse au laminoir à la pression de 7 tonnes au mètre carré. Protégée par un vernis, la plaque de verre est alors recouverte d’une traditionnelle émulsion noir et blanc panchromatique au gélatino-bromure d’argent. L’autochrome est prêt à l’emploi, pour saisir une photographie en couleurs en une seule prise de vue.

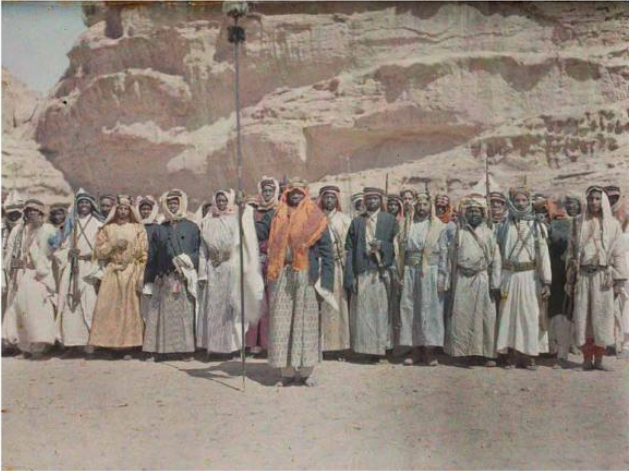
Paul Castelnau, autochrome Guerriers arabes à Akaba (1918).

La lumière qui provient de l’objectif traverse d’abord la préparation de fécule colorée, et les grains colorés agissent comme des filtres : ils laissent passer les radiations colorées issues du sujet photographié selon la complémentaire de leur propre coloration et absorbent les radiations de la même couleur qu’eux. La lumière ainsi filtrée atteint la couche d’émulsion photographique et la transforme selon le processus de la photosensibilité (du blanc transparent qui correspond à l’absence de lumière, au noir qui correspond au maximum de lumière reçue), en même temps qu’elle fait apparaître plus ou moins nombreux les minuscules grains colorés qui correspondent aux radiations lumineuses frappant l’émulsion. Notons qu'il est recommandé de munir l'objectif d'un filtre jaune afin de diminuer l'éclat du ciel bleu. Les grains ont des dimensions microscopiques, l’œil humain ne les perçoit pas individuellement et notre cerveau interprète leur présence plus ou moins importante comme la perception d’une plage colorée, et même multicolore. Une duplication de la plaque inverse les couleurs négatives et fournit des positifs aux couleurs pastel. Il est en revanche deux inconvénients à ce procédé : d’abord, sa fragilité qui le condamne aux rayures profondes en cas de manipulations indélicates ; d’autre part, l’autochrome est un peu l’ancêtre de la diapositive et on ne peut pas le tirer sur papier — tout comme les procédés trichromes — il doit être observé par transparence à travers la plaque de verre.
La commercialisation de l’autochrome n’a été lancée que trois années plus tard, en 1907, quand le procédé était bien rodé. Comme l’Étiquette Bleue, ce fut un succès planétaire qui va durer une trentaine d’années et rapporter à la famille Lumière des fortunes, ce qui n’était pas le cas — et de loin — du Cinématographe. 6000 plaques par jour étaient ainsi fournies à la clientèle aisée.

## Les années de guerre et de collaboration

Louis Lumière (années 1930).

« Sympathisant du régime de Vichy » selon Alexandre Moatti, il adhère comme son frère Auguste aux idées de la Révolution nationale.
Il donne en novembre 1940 à l'agence de presse Inter-France un texte appelant à accepter la collaboration, au lendemain de l'entrevue de Montoire, diffusé par les journaux. L'historien Pascal Ory relativise cependant son appel : « Pour un Lumière, un d'Arsonval, un Jean-Louis Faure, le stade d'une ou deux déclarations à la presse ne sera guère dépassé, même si la propagande sait en tirer le maximum ».
Il est nommé en janvier 1941 par le régime de Vichy au Conseil national. Il est désigné vice-président d'une des commissions de ce conseil, la commission d'information générale, et, comme son frère, il est décoré de l'ordre de la Francisque. En décembre 1941, à Vichy, le maréchal Pétain lui remet en personne les insignes de grand-croix de la Légion d'honneur,.
En 1946, il explique à Georges Sadoul pour se justifier qu'il n'a « rien pu faire » pour la résistance en raison de son âge et de son isolement ; il habitait alors Bandol. Mais aussi parce qu'il ne « s'occupe pas de politique » et qu'il n'a pas « eu à (se) plaindre des Allemands qui occupaient Bandol et qui ont été très corrects avec (lui) ». Sa déclaration de 1940 en faveur de la collaboration lui a été en quelque sorte arrachée par « un certain Adémar de Mongon » qui l'a rédigée. Selon Louis Lumière, son texte était « quelque chose de très général où l'on disait qu'une fois le combat terminé, il ne restait plus aux paladins qui s'étaient violemment battus qu'à se serrer la main ». Il l'explique par sa confiance en Pétain et par sa conviction que la guerre était finie. Quant à sa nomination au Conseil national, il l'aurait apprise par la presse.

## Décorations
- Grand-croix de la Légion d'honneur (1939)[57]
- Ordre de la Francisque
- Officier de l'ordre des Palmes académiques
- Chevalier de l'ordre de la Couronne d'Italie
- Officier de l'Ordre du Médjidié (Empire ottoman)